# NGC 57
NGC 57 je eliptická galaxie vzdálená od nás zhruba 250 milionů světelných let v souhvězdí Ryb.